# Soses
Soses – gmina w Hiszpanii, w prowincji Lleida, w Katalonii, o powierzchni 30,16 km². W 2011 roku gmina liczyła 1774 mieszkańców.